# Fußball-Weltmeisterschaft 1990/Gruppe E
| Pl. | Land     | Sp. | S | U | N | Tore    | Diff. | Punkte |
| --- | -------- | --- | - | - | - | ------- | ----- | ------ |
| 1.  | Spanien  | 3   | 2 | 1 | 0 | 005:200 | +3    | 05:10  |
| 2.  | Belgien  | 3   | 2 | 0 | 1 | 006:300 | +3    | 04:20  |
| 3.  | Uruguay  | 3   | 1 | 1 | 1 | 002:300 | −1    | 03:30  |
| 4.  | Südkorea | 3   | 0 | 0 | 3 | 001:600 | −5    | 0:60   |

Gruppe E der Fußball-Weltmeisterschaft 1990:

## Belgien – Südkorea 2:0 (0:0)
| Belgien                                                                       | Belgien | Südkorea | Südkorea |
| ----------------------------------------------------------------------------- | --- | --- | -------- |
| Belgien                                                                       | \| 1. Spieltag \| \| Dienstag, 12. Juni 1990 um 17:00 Uhr in Verona (Stadio Marcantonio Bentegodi) \| \| Zuschauer: 32.790 \| \| Schiedsrichter: Vincent Mauro ( Vereinigte Staaten) \| \| Spielbericht \|                    | \| 1. Spieltag \| \| Dienstag, 12. Juni 1990 um 17:00 Uhr in Verona (Stadio Marcantonio Bentegodi) \| \| Zuschauer: 32.790 \| \| Schiedsrichter: Vincent Mauro ( Vereinigte Staaten) \| \| Spielbericht \|                           | Südkorea |
| Belgien                                                                       | Michel Preud’homme – Eric Gerets , Stéphane Demol, Leo Clijsters, Michel De Wolf – Marc Emmers, Enzo Scifo, Franky Van der Elst, Bruno Versavel – Marc Degryse, Marc Van Der Linden (46. Jan Ceulemans) Cheftrainer: Guy Thys | Choi In-young – Hong Myung-bo – Choi Kang-hee, Park Kyung-hoon, Chung Yong-hwan – Kim Joo-sung, Lee Young-jin (46. Cho Min-kook), Noh Soo-jin (62. Lee Tae-ho), Gu Sang-bum – Hwang Sun-hong, Choi Soon-ho Cheftrainer: Lee Hoe-taik | Südkorea |
| Belgien                                                                       | 1:0 Degryse (53.) 2:0 De Wolf (64.) | | Südkorea |
| Belgien                                                                       | Choi Soon-ho (39.) | | Südkorea |
| 1. Spieltag                                                                   | | |          |
| Dienstag, 12. Juni 1990 um 17:00 Uhr in Verona (Stadio Marcantonio Bentegodi) | | |          |
| Zuschauer: 32.790                                                             | | |          |
| Schiedsrichter: Vincent Mauro ( Vereinigte Staaten)                           | | |          |
| Spielbericht                                                                  | | |          |

## Uruguay – Spanien 0:0 (0:0)
| Uruguay                                                       | Uruguay | Spanien | Spanien |
| ------------------------------------------------------------- | --- | --- | ------- |
| Uruguay                                                       | \| 1. Spieltag \| \| Mittwoch, 13. Juni 1990 um 17:00 Uhr in Udine (Stadio Friuli) \| \| Zuschauer: 35.713 \| \| Schiedsrichter: Helmut Kohl ( Österreich) \| \| Spielbericht \|                                                                          | \| 1. Spieltag \| \| Mittwoch, 13. Juni 1990 um 17:00 Uhr in Udine (Stadio Friuli) \| \| Zuschauer: 35.713 \| \| Schiedsrichter: Helmut Kohl ( Österreich) \| \| Spielbericht \|                                                          | Spanien |
| Uruguay                                                       | Fernando Álvez – Hugo de León – José Óscar Herrera, Nelson Gutiérrez, Alfonso Domínguez – Rubén Pereira (64. Gabriel Correa), Enzo Francescoli , José Perdomo, Rubén Paz – Antonio Alzamendi (64. Carlos Aguilera), Rubén Sosa Cheftrainer: Óscar Tabárez | Andoni Zubizarreta – Genar Andrinúa – Chendo, Manolo Sanchís, Manuel Jiménez – Míchel, Roberto Fernández, Martín Vázquez, Francisco Villarroya (79. Rafael Paz) – Manolo (79. Alberto Górriz), Emilio Butragueño Cheftrainer: Luis Suárez | Spanien |
| Uruguay                                                       | Perdomo (10.), Francescoli (80.) | Jiménez (24.), Villarroya (68.) | Spanien |
| Uruguay                                                       | Rubén Sosa schießt Handelfmeter über das Tor (87.) | | Spanien |
| 1. Spieltag                                                   | | |         |
| Mittwoch, 13. Juni 1990 um 17:00 Uhr in Udine (Stadio Friuli) | | |         |
| Zuschauer: 35.713                                             | | |         |
| Schiedsrichter: Helmut Kohl ( Österreich)                     | | |         |
| Spielbericht                                                  | | |         |

## Belgien – Uruguay 3:1 (2:0)
| Belgien                                                                      | Belgien | Uruguay | Uruguay |
| ---------------------------------------------------------------------------- | --- | --- | ------- |
| Belgien                                                                      | \| 2. Spieltag \| \| Sonntag, 17. Juni 1990 um 21:00 Uhr in Verona (Stadio Marcantonio Bentegodi) \| \| Zuschauer: 33.759 \| \| Schiedsrichter: Siegfried Kirschen ( DDR) \| \| Spielbericht \|                                              | \| 2. Spieltag \| \| Sonntag, 17. Juni 1990 um 21:00 Uhr in Verona (Stadio Marcantonio Bentegodi) \| \| Zuschauer: 33.759 \| \| Schiedsrichter: Siegfried Kirschen ( DDR) \| \| Spielbericht \|                                                                 | Uruguay |
| Belgien                                                                      | Michel Preud’homme – Eric Gerets, Stéphane Demol, Georges Grün, Michel De Wolf – Leo Clijsters (46. Marc Emmers), Franky Van der Elst, Enzo Scifo, Bruno Versavel (75. Patrick Vervoort) – Marc Degryse, Jan Ceulemans Cheftrainer: Guy Thys | Fernando Álvez – Hugo de León – José Óscar Herrera, Nelson Gutiérrez, Alfonso Domínguez – Santiago Ostolaza (56. Pablo Bengoechea), José Perdomo, Enzo Francescoli , Rubén Paz – Antonio Alzamendi (46. Carlos Aguilera), Rubén Sosa Cheftrainer: Óscar Tabárez | Uruguay |
| Belgien                                                                      | 1:0 Clijsters (15.) 2:0 Scifo (24.) 3:0 Ceulemans (47.) | 3:1 Bengoechea (73.) | Uruguay |
| Belgien                                                                      | Gerets (35.) | Rubén Sosa (40.) | Uruguay |
| Belgien                                                                      | Gerets (42.) | | Uruguay |
| 2. Spieltag                                                                  | | |         |
| Sonntag, 17. Juni 1990 um 21:00 Uhr in Verona (Stadio Marcantonio Bentegodi) | | |         |
| Zuschauer: 33.759                                                            | | |         |
| Schiedsrichter: Siegfried Kirschen ( DDR)                                    | | |         |
| Spielbericht                                                                 | | |         |

## Südkorea – Spanien 1:3 (1:1)
| Südkorea                                                     | Südkorea | Spanien | Spanien |
| ------------------------------------------------------------ | --- | --- | ------- |
| Südkorea                                                     | \| 2. Spieltag \| \| Sonntag, 17. Juni 1990 um 21:00 Uhr in Udine (Stadio Friuli) \| \| Zuschauer: 32.733 \| \| Schiedsrichter: Elías Jácome ( Ecuador) \| \| Spielbericht \|                                                          | \| 2. Spieltag \| \| Sonntag, 17. Juni 1990 um 21:00 Uhr in Udine (Stadio Friuli) \| \| Zuschauer: 32.733 \| \| Schiedsrichter: Elías Jácome ( Ecuador) \| \| Spielbericht \|                                                                          | Spanien |
| Südkorea                                                     | Choi In-young – Hong Myung-bo – Park Kyung-hoon (68. Chung Jong-soo), Yoon Deok-yeo, Gu Sang-bum – Choi Kang-hee, Chung Hae-won (52. Noh Soo-jin), Kim Joo-sung, Hwangbo Kwan – Byun Byung-joo, Choi Soon-ho Cheftrainer: Lee Hoe-taik | Andoni Zubizarreta – Genar Andrinúa – Chendo, Manolo Sanchís, Alberto Górriz – Michel, Roberto Fernández (81. José Mari Bakero), Martín Vázquez, Francisco Villarroya – Emilio Butragueño (76. Fernando Gómez), Julio Salinas Cheftrainer: Luis Suárez | Spanien |
| Südkorea                                                     | 1:1 Hwangbo Kwan (43.) | 0:1 Michel (23.) 1:2 Michel (61.) 1:3 Michel (81.) | Spanien |
| Südkorea                                                     | Chung Hae-won (28.), Yoon Deok-yeo (51.), Hwangbo Kwan (68.) | | Spanien |
| 2. Spieltag                                                  | | |         |
| Sonntag, 17. Juni 1990 um 21:00 Uhr in Udine (Stadio Friuli) | | |         |
| Zuschauer: 32.733                                            | | |         |
| Schiedsrichter: Elías Jácome ( Ecuador)                      | | |         |
| Spielbericht                                                 | | |         |

## Belgien – Spanien 1:2 (1:2)
| Belgien                                                                         | Belgien | Spanien | Spanien |
| ------------------------------------------------------------------------------- | --- | --- | ------- |
| Belgien                                                                         | \| 3. Spieltag \| \| Donnerstag, 21. Juni 1990 um 17:00 Uhr in Verona (Stadio Marcantonio Bentegodi) \| \| Zuschauer: 35.950 \| \| Schiedsrichter: Juan Loustau ( Argentinien) \| \| Spielbericht \|                                                      | \| 3. Spieltag \| \| Donnerstag, 21. Juni 1990 um 17:00 Uhr in Verona (Stadio Marcantonio Bentegodi) \| \| Zuschauer: 35.950 \| \| Schiedsrichter: Juan Loustau ( Argentinien) \| \| Spielbericht \|                                                 | Spanien |
| Belgien                                                                         | Michel Preud’homme – Lorenzo Staelens (78. Marc Van Der Linden), Stéphane Demol, Philippe Albert, Michel De Wolf – Marc Emmers (31. Pascal Plovie), Franky Van der Elst, Enzo Scifo, Patrick Vervoort – Marc Degryse, Jan Ceulemans Cheftrainer: Guy Thys | Andoni Zubizarreta – Genar Andrinúa – Chendo, Manolo Sanchís, Alberto Górriz – Michel, Roberto Fernández, Martín Vázquez, Francisco Villarroya – Emilio Butragueño (82. Rafael Alkorta), Julio Salinas (88. Miguel Pardeza) Cheftrainer: Luis Suárez | Spanien |
| Belgien                                                                         | 1:1 Vervoort (29.) | 0:1 Michel (26., Foulelfmeter) 1:2 Górriz (38.) | Spanien |
| Belgien                                                                         | Scifo schießt Foulelfmeter an die Latte (59.) | | Spanien |
| 3. Spieltag                                                                     | | |         |
| Donnerstag, 21. Juni 1990 um 17:00 Uhr in Verona (Stadio Marcantonio Bentegodi) | | |         |
| Zuschauer: 35.950                                                               | | |         |
| Schiedsrichter: Juan Loustau ( Argentinien)                                     | | |         |
| Spielbericht                                                                    | | |         |

## Südkorea – Uruguay 0:1 (0:0)
| Südkorea                                                        | Südkorea | Uruguay | Uruguay |
| --------------------------------------------------------------- | --- | --- | ------- |
| Südkorea                                                        | \| 3. Spieltag \| \| Donnerstag, 21. Juni 1990 um 17:00 Uhr in Udine (Stadio Friuli) \| \| Zuschauer: 29.039 \| \| Schiedsrichter: Tullio Lanese ( Italien) \| \| Spielbericht \|                                                            | \| 3. Spieltag \| \| Donnerstag, 21. Juni 1990 um 17:00 Uhr in Udine (Stadio Friuli) \| \| Zuschauer: 29.039 \| \| Schiedsrichter: Tullio Lanese ( Italien) \| \| Spielbericht \|                                                                           | Uruguay |
| Südkorea                                                        | Choi In-young – Hong Myung-bo – Park Kyung-hoon, Yoon Deok-yeo, Chung Jong-soo – Hwangbo Kwan (79. Chung Hae-won), Choi Kang-hee, Lee Heung-sil, Kim Joo-sung, – Byun Byung-joo (43. Hwang Sun-hong), Choi Soon-ho Cheftrainer: Lee Hoe-taik | Fernando Álvez – Hugo de León – José Óscar Herrera, Nelson Gutiérrez, Alfonso Domínguez – Santiago Ostolaza (46. Carlos Aguilera), José Perdomo, Enzo Francescoli , Rubén Paz – Sergio Martínez, Rubén Sosa (62. Daniel Fonseca) Cheftrainer: Óscar Tabárez | Uruguay |
| Südkorea                                                        | 0:1 Fonseca (90.) | | Uruguay |
| Südkorea                                                        | Lee Heung-sil (22.), Choi Kang-hee (62.) | Ostolaza (23.), Herrera (44.) | Uruguay |
| Südkorea                                                        | Yoon Deok-yeo (70.) | | Uruguay |
| 3. Spieltag                                                     | | |         |
| Donnerstag, 21. Juni 1990 um 17:00 Uhr in Udine (Stadio Friuli) | | |         |
| Zuschauer: 29.039                                               | | |         |
| Schiedsrichter: Tullio Lanese ( Italien)                        | | |         |
| Spielbericht                                                    | | |         |